# CodeMirror
CodeMirror este un software de cod sursă liber destinat pentru browserele web scrise în JavaScript. Acesta susține multe limbaje de programare și evidențierea une sintaxe.

## Istorie
Prima versiune a editorului a fost scrisă la începutul anului 2007, pentru consolă în site-ul web Elloquent JavaScript. Codul a fost pentru prima dată comprimat și lansat sub numele CodeMirror în mai 2007. Această versiune se baza pe caracteristica contentEditable a browserelor.
La sfârșitul anului 2010, proiectul Ace, un alt editor de cod bazat pe JavaScript, a pionierat cu noi tehnici de implementare și a demonstrat că este posibil chiar și în JavaScript să se ocupe de documente cu multe mii de linii fără performanțe degradate. Acest lucru a determinat o rescriere a CodeMirror de-a lungul acelorași principii. Rezultatul a fost versiunea 2, care nu se mai baza pe contentEditable și performanță îmbunătățită semnificativ.

## Caracteristici
- Evidențiere de sintaxă.
- Indentare automată și depășire.
- Manipulează documente imense (sute de mii de linii) fără probleme.
- Legături cheie personalizabile, inclusiv modurile Vi și Emacs.
- O gamă largă de moduri de limbă. [4]
- Suplimente pentru completare automată, pliere cod, /lint.html linging integrat Arhivat în 12 aprilie 2019, la Wayback Machine..
- Un program API extins.
- Suport pentru unele sisteme de operare mobile